# Радзево (Великопольське воєводство)
Радзево (пол. Radzewo, нім. Radtstett) — село в Польщі, у гміні Курник Познанського повіту Великопольського воєводства.
Населення — 452 особи (2011).
У 1975-1998 роках село належало до Познанського воєводства.

## Демографія
Демографічна структура станом на 31 березня 2011 року:
|          | Загалом | Допрацездатний вік | Працездатний вік | Постпрацездатний вік |
| -------- | ------- | ------------------ | ---------------- | -------------------- |
| Чоловіки | 218     | 59                 | 143              | 16                   |
| Жінки    | 234     | 56                 | 137              | 41                   |
| Разом    | 452     | 115                | 280              | 57                   |